# ثروة للبترول
ثروة للبترول أو (بالإنجليزية: Tharwa Petroleum Co) هي إحدى شركات قطاع البترول المصري والتي تأسست عام 2004 كشركة مساهمة بإستثمارات محلية 100%.

## نشاط الشركة
تأسست الشركة في عام 2004، بقانون رقم (8) لعام 1997، كأول شركة مساهمة مصرية 100%، لتنفيذ عمليات البحث والاستكشاف والإنتاج والخدمات بترولية.
	قامت الشركة كصرح متكامل بكوادر فنية متخصصة ذات مهارات متميزة في كافة المجالات المالية والادارية والاستثمارية.
	في مجال الخدمات البترولية، ساهمت شركة ثروة للبترول في تأسيس شركة سينو ثروة للحفر في عام 2005، كما ساهمت في تأسيس شركتي ثروة بريدا، وشركة المصرية الصينية لتصنيع أجهزة الحفر عام 2007.
	وفي عام 2006 حققت شركة ثروة للبترول أول كشف للغاز في البحر المتوسط منطقة ثقة، وأول كشف للزيت عام 2010 في الصحراء الشرقية منطقة غرب عش الملاحة، وأول كشف للزيت في الصحراء الغربية في منطقة سيوة عام 2011.
	تقوم حاليا الشركة بممارسة أنشطتها الاستكشافية في منطقة امتياز سيوة، منطقة امتياز غرب أبو سنان، منطقة امتياز حورس، منطقة امتياز إمتدادات غرب عش الملاحة، منطقة امتياز نور البحرية.
	في عام 2020 دخلت الشركة في شراكات امتياز في 12 منطقة امتياز جديدة مع عدد من الشركات العالمية.

## مناطق الامتياز

### مصر
| منطقة الإمتياز                         | الشركة القائمة بالعمليات      | الشركة الموقعة للإتفاقية | التشريعات المنظمة       | التشريعات المنظمة                                                             | ملاحظات                              |
| منطقة الإمتياز                         | الشركة القائمة بالعمليات      | الشركة الموقعة للإتفاقية | القانون                 | التعديلات أو القوانين التي حلت محله                                           | ملاحظات                              |
| -------------------------------------- | ----------------------------- | ------------------------ | ----------------------- | ----------------------------------------------------------------------------- | ------------------------------------ |
| غرب غزالات بالصحراء الغربية            |                               | ثروة للبترول             | قانون رقم 145 لسنة 2004 | قانون رقم 146 لسنة 2009                                                       | بالإشتراك مع أباتشي                  |
| السلوم بالصحراء الغربية                |                               | ثروة للبترول             | قانون رقم 146 لسنة 2004 | قانون رقم 145 لسنة 2009                                                       | بالإشتراك مع أباتشي                  |
| سيوة بالصحراء الغربية                  |                               | ثروة للبترول             | قانون رقم 148 لسنة 2004 | - قانون رقم 144 لسنة 2009 - قانون رقم 122 لسنة 2014 - قانون رقم 151 لسنة 2024 | بالإشتراك مع أباتشي                  |
| الفرافرة بالصحراء الغربية              |                               | ثروة للبترول             | قانون رقم 150 لسنة 2004 |                                                                               |                                      |
| ثقة بشمال سيناء البحرية بالبحر المتوسط | بتروثقة تديرها شركة بتروبل    | ثروة للبترول             | قانون رقم 151 لسنة 2004 | قانون رقم 136 لسنة 2009                                                       | بالإشتراك مع إيوك                    |
| العريش البحرية بالبحر المتوسط          |                               | ثروة للبترول             | قانون رقم 89 لسنة 2007  |                                                                               |                                      |
| امتدادات غرب عش الملاحة                | بتروملاحة تديرها شركة اشبيتكو | ثروة للبترول             | قانون رقم 138 لسنة 2009 |                                                                               | بالإشتراك مع لوك أويل                |
| شرق أبو سنان بالصحراء الغربية          |                               | ثروة للبترول             | قانون رقم 131 لسنة 2014 | قانون رقم 155 لسنة 2020                                                       |                                      |
| حورس بالصحراء الغربية                  |                               | ثروة للبترول             | قانون رقم 205 لسنة 2014 | قانون رقم 166 لسنة 2024                                                       | بالإشتراك مع العامة للبترول          |
| نور بشمال سيناء البحرية بالبحر المتوسط |                               | ثروة للبترول             | قانون رقم 163 لسنة 2018 |                                                                               | بالإشتراك مع إيوك                    |
| ستار البحرية بالبحر المتوسط            |                               | ثروة للبترول             | قانون رقم 145 لسنة 2020 |                                                                               | بالإشتراك مع إكسون موبيل             |
| القطاع رقم 1 بالبحر الاأحمر            |                               | ثروة للبترول             | قانون رقم 153 لسنة 2020 |                                                                               | بالإشتراك مع شيفرون                  |
| شمال كليوباترا بالبحر المتوسط          |                               | ثروة للبترول             | قانون رقم 154 لسنة 2020 |                                                                               | بالإشتراك مع: - بي جي - نوبل إنرجي   |
| شمال مارينا البحرية بالبحر المتوسط     |                               | ثروة للبترول             | قانون رقم 156 لسنة 2020 |                                                                               | بالإشتراك مع: - بي جي - نوبل إنرجي   |
| القطاع رقم (3) بالبحر الأحمر           |                               | ثروة للبترول             | قانون رقم 157 لسنة 2020 |                                                                               | بالإشتراك مع شل                      |
| شمال السلوم البحرية بالبحر المتوسط     |                               | ثروة للبترول             | قانون رقم 158 لسنة 2020 |                                                                               | بالإشتراك مع بي بي                   |
| شمال سيدي براني البحرية بالبحر المتوسط |                               | ثروة للبترول             | قانون رقم 159 لسنة 2020 |                                                                               | بالإشتراك مع شيفرون                  |
| القطاع رقم (4) بالبحر الأحمر           |                               | ثروة للبترول             | قانون رقم 160 لسنة 2020 |                                                                               | بالإشتراك مع: - شل - مبادلة للبترول  |
| نرجس البحرية بالبحر المتوسط            |                               | ثروة للبترول             | قانون رقم 161 لسنة 2020 |                                                                               | بالإشتراك مع شيفرون                  |
| رأس كنايس البحرية بالبحر المتوسط       |                               | ثروة للبترول             | قانون رقم 162 لسنة 2020 |                                                                               | بالإشتراك مع: - توتال بي جي - كوفبيك |
| الضبعة البحرية بالبحر المتوسط          |                               | ثروة للبترول             | قانون رقم 164 لسنة 2020 |                                                                               | بالإشتراك مع شيفرون                  |

## مساهمات الشركة بقطاع البترول
- المصرية الصينية لتصنيع منصات حفر البترول: 10%
- تبسكو - ثروة بريدا للخدمات البترولية: 40%
- سينو ثروة للحفر: 22.9%

## المساهمون
يساهم في رأسمال الشركة كل من:-
- الهيئة المصرية العامة للبترول: 20.44%
- إيجاس - المصرية القابضة للغازات الطبيعية: 20.44%
- جنوب الوادي القابضة للبترول: 5.11%
- خدمات البترول البحرية: 5%
- وزارة المالية المصرية: 10.22%
- بنك الإستثمار القومي المصري: 10%
- الهيئة القومية للإنتاج الحربي: 3.79%
- صندوق الإسكان والخدمات الإجتماعية للعاملين بقطاع البترول: 5%
- صندوق تحسين الرعاية الإجتماعية لأعضاء هيئة الشرطة: 5%
- صندوق التأمينات الإجتماعية لضباط الشرطة: 5%
- صندوق التأمينات الإجتماعية للعاملين بالقطاع الحكومي: 5%
- صندوق التأمينات الإجتماعية للعاملين بالقطاعين العام والخاص: 5%

## رؤساء الشركة
- سعيد عبد المنعم (أغسطس 2025 - حتى الآن)
- محمود عبد الحميد (سبتمبر 2024 - أغسطس 2025)
- إيهاب رجائي (أكتوبر 2021 - سبتمبر 2024) [32]
- حسين فرغلي (أكتوبر 2020 - أكتوبر 2021)[33]
- عبد الله بخيت (مايو 2020 - أكتوبر 2020).[34]
- عمرو الليثي (نوفمبر 2019 - مارس 2020)
- سليم السروجي (أغسطس 2017 - أغسطس 2019).[35]
- عادل سعيد (أبريل 2016 - أغسطس 2017).[36]
- رأفت البلتاجي (2012 - 2016)
- مدحت السيد (2011 - 2012)
- رفعت خفاجي (2011 - 2012)
- أبو بكر إبراهيم (2010 - 2011)
- عاطف عبد الصادق (2005 - 2010)
- أحمد درويش (2004 - 2005)